# 박찬긍
박찬긍(朴贊兢, 1926년 ~ , 경기도 파주시)은 대한민국의 군인, 관료이다. 육군사관학교 7기 출신이며, 이후 국민대학교 경제학과를 졸업하였다. 사단장, 육군 군수사령관 등을 지낸 후 1979년 10월 부마 항쟁 당시 계엄사령관 역임,1980년 9월 9일부터 1982년 5월 21일까지는 제20대 국방부 차관을, 이후 총무처 장관을 지냈다.